# Dai Jun
Dai Jun (6 febbraio 1992) è un nuotatore cinese.

## Carriera
Ha fatto parte, anche se solo in batteria, della staffetta che ha vinto la medaglia di bronzo nella 4x200m stile libero alle Olimpiadi di Londra 2012.

## Palmarès
- Giochi olimpici

Londra 2012: bronzo nella 4x200m sl.
- Giochi asiatici

Canton 2010: oro nella 4x200m sl.
- Olimpiadi giovanili

Singapore 2010: oro nei 400m sl e argento nella 4x100m sl.